# Список эпизодов телесериала «Приключения Шерлока Холмса»
Британский детективный телесериал «Приключения Шерлока Холмса» (англ. The Adventures of Sherlock Holmes) производства телекомпании Granada Television был снят на основе детективных повестей и романов сэра Артура Конан Дойла. Его премьера на британском телевидении состоялась 24 апреля 1984 года. Телесериал повествует о приключениях частного сыщика Шерлока Холмса и его напарника, доктора Джона Ватсона. Они снимают квартиру на улице Бейкер-стрит 221B у пожилой вдовы миссис Хадсон (Розали Уильямс). Вдвоём они расследуют самые различные преступления, диапазон которых очень велик — это и убийства, и кражи, и ограбления, и киднеппинг, а иногда даже и государственная измена. Иногда в расследованиях им помогает брат Шерлока Холмса, Майкрофт (Чарльз Грей) и инспектор Скотланд-Ярда, Лестрейд (Колин Дживонс).
На протяжении всего телесериала роль Холмса исполнял Джереми Бретт. Шерлок Холмс в его исполнении сразу же вызвал признание телезрителей и высокую оценку кинокритиков. Роль доктора Ватсона в первом сезоне исполнил Дэвид Бёрк. Впоследствии он был вынужден отказаться от съёмок ввиду занятости. Его заменил Эдвард Хардвик, который исполнял роль доктора Ватсона все последующие 3 сезона.
Из 60 произведений о Шерлоке Холмсе, написанных Артуром Конаном Дойлем, сорок одно было экранизировано. 36 эпизодов имеют длительность примерно в 45-50 минут, а пять сняты в формате полнометражных фильмов. Телесериал выходил на экраны в течение 10 лет, всего было снято 4 сезона, каждый из которых имеет своё название. Последний эпизод вышел на экраны 11 апреля 1994 года. Смерть Джереми Бретта год спустя сделала продолжение съёмок этого телесериала невозможным.
Названия эпизодов на русском языке приведены в соответствии с их переводом при русскоязычном озвучивании.

## Описание сезонов
| Сезон | Сезон                      | Количество эпизодов | Премьера первого эпизода | Премьера последнего эпизода | Дата выхода DVD  | Дата выхода DVD | Дата выхода DVD | Дата выхода DVD |
| Сезон | Сезон                      | Количество эпизодов | Премьера первого эпизода | Премьера последнего эпизода | Регион 1         | Регион 2        | Регион 4        |                 |
| ----- | -------------------------- | ------------------- | ------------------------ | --------------------------- | ---------------- | --------------- | --------------- | --------------- |
|       | Приключения Шерлока Холмса | 13                  | 24 апреля 1984           | 29 сентября 1985            | 25 сентября 2007 | 24 августа 2009 | н/д             |                 |
|       | Возвращение Шерлока Холмса | 13                  | 9 июля 1986              | 31 августа 1988             | 25 сентября 2007 | 24 августа 2009 | н/д             |                 |
|       | Архив Шерлока Холмса       | 9                   | 21 февраля 1991          | 3 февраля 1993              | 25 сентября 2007 | 24 августа 2009 | н/д             |                 |
|       | Мемуары Шерлока Холмса     | 6                   | 7 марта 1994             | 11 апреля 1994              | 25 сентября 2007 | 24 августа 2009 | н/д             |                 |

### Первый сезон: Приключения Шерлока Холмса
| Номер | Название                                                | Режиссёр     | Сценарий                         | Дата премьеры    |  |
| --- | ------------------------------------------------------- | ------------ | -------------------------------- | ---------------- |  |
| 1 (1x01) | „Скандал в Богемии“ (англ. A Scandal in Bohemia)        | Пол Аннет    | Джон Хоуксворт и Александр Барон | 24 апреля 1984   |  |
| Вильгельм Готтсрейх Сигизмунд фон Ормштейн, великий князь Кассель-Фельштейнский и наследственный король Богемии обращается к знаменитому сыщику Шерлоку Холмсу и его напарнику доктору Джону Ватсону с необычной просьбой. Он просит сыщика вернуть фотографию, на которой Сигизмунд изображён со своей бывшей любовницей, Ирэн Адлер. Ирэн Адлер шантажирует князя, так как фотография осталась у неё. Холмс берётся за дело, не догадываясь, как круто оно изменит его жизнь. |                                                         |              |                                  |                  |  |
| |                                                         |              |                                  |                  |  |
| 2 (2x01) | „Пляшущие человечки“ (англ. The Dancing Men)            | Джон Брюс    | Джон Хоуксворт и Энтони Скин     | 1 мая 1984       |  |
| К Шерлоку Холмсу обращается за помощью богатый землевладелец Хилтон Кьюбит. Год назад он женился на мисс Элси Патрик, а месяц назад его жена получила зашифрованное письмо из Америки, и оно сильно обеспокоило её, но она ничего не объяснила мужу. Шерлок Холмс и доктор Ватсон почти расшифровали его, но не успели сказать об этом мистеру Кьюбиту — он был убит, а его жена тяжело ранена. Местная полиция считает, что миссис Кьюбит застрелила мужа, а потом попыталась покончить с собой, но Холмс знает, что убийство совершено другим человеком.                                                         |                                                         |              |                                  |                  |  |
| |                                                         |              |                                  |                  |  |
| 3 (3x01) | „Морской договор“ (англ. The Naval Treaty)              | Алан Гринт   | Джон Хоуксворт и Джереми Пол     | 8 мая 1984       |  |
| Доктор Ватсон получает письмо от своего школьного друга Перси Фелпса, который работает в министерстве иностранных дел. Фелпс рассказывает Шерлоку Холмсу и доктору Ватсону о том, что министром ему был тайно вручён для хранения важный документ, морской договор между Великобританией и Италией. Но в ту же ночь к нему приходит очень неопрятная женщина, представившаяся уборщицей, а вскоре договор пропадает. Его необходимо найти, так как из-за этой пропажи может пострадать репутация всей страны. |                                                         |              |                                  |                  |  |
| |                                                         |              |                                  |                  |  |
| 4 (4x01) | „Одинокая велосипедистка“ (англ. The Solitary Cyclist)  | Пол Аннет    | Джон Хоуксворт и Алан Платер     | 15 мая 1984      |  |
| Молодая учительница музыки мисс Вайолет обращается к Шерлоку Холмсу. Дело в том, что богатый вдовец мистер Каррутерс нанял её преподавать музыку его маленькой дочери. Всё шло хорошо, пока один из гостей Каррутерса, некий мистер Вудли не попытался изнасиловать её. Кроме того, мисс Вайолет замечает, что когда она едет на работу, её преследует неизвестный бородатый мужчина на велосипеде. Во всём происходящем она просит разобраться Шерлока Холмса. |                                                         |              |                                  |                  |  |
| |                                                         |              |                                  |                  |  |
| 5 (5x01) | „Горбун“ (англ. The Crooked Man)                        | Алан Гринт   | Джон Хоуксворт и Ален Шонесси    | 22 мая 1984      |  |
| Доктор Ватсон узнаёт о скандальном происшествии, произошедшем в полку, где он когда-то служил. Дело в том, что командир этого полка Джеймс Баркли был убит в собственном доме, а рядом с ним в состоянии шока лежала его жена Нэнси. Полиция подозревает её в убийстве своего мужа. Но заместитель командира, мистер Мерфи не верит в это и просит Шерлока Холмса найти настоящего убийцу и предотвратить скандал. Расследование осложняется тем, что Нэнси Баркли так и не пришла в себя, а слуги толком ничего не видели в ту ночь.                                                                              |                                                         |              |                                  |                  |  |
| |                                                         |              |                                  |                  |  |
| 6 (6x01) | „Пёстрая лента“ (англ. The Speckled Band)               | Джон Брюс    | Джон Хоуксворт и Джереми Пол     | 29 мая 1984      |  |
| К Шерлоку Холмсу обращается молодая леди, мисс Элен Стоунер. Она рассказывает сыщику страшную историю о смерти своей старшей сестры Джулии, которая несколько лет назад загадочно умерла, всего за две недели до собственной свадьбы. В настоящее время Элен сама готовится к свадьбе, но она боится, что её жизни угрожает опасность. Холмс предполагает, что к смерти Джулии Стоунер может быть причастен отчим сестёр, доктор Гримсби Ройлотт, который страдает тяжёлым психическим расстройством. |                                                         |              |                                  |                  |  |
| |                                                         |              |                                  |                  |  |
| 7 (7x01) | „Голубой карбункул“ (англ. The Blue Carbuncle)          | Джон Брюс    | Джон Хоуксворт и Пол Финни       | 5 июня 1984      |  |
| Драгоценный камень „Голубой карбункул“ приносил своим хозяевам сплошные несчастья — почти всех их убили. Сейчас карбункул принадлежит графине Моркар, но кто-то похищает этот драгоценный камень. Полиция арестовывает подозреваемого, водопроводчика Джона Хорнера. Однако обвинение развалилось в суде, и дело было отправлено на доследование. Совершенно неожиданно карбункул оказался у Шерлока Холмса. Драгоценность найдена, но Холмс хочет найти и похитителя, для чего устраивает хитрую ловушку. |                                                         |              |                                  |                  |  |
| |                                                         |              |                                  |                  |  |
| 8 (8x01) | „Медные буки“ (англ. The Copper Beeches)                | Пол Аннет    | Джон Хоуксворт и Билл Крейг      | 25 августа 1985  |  |
| К Шерлоку Холмсу и доктору Ватсону обращается юная леди, мисс Хантер, которая работает гувернанткой. Устроившись на новую работу в загородное поместье „Медные буки“, она сталкивается со странными требованиями своих хозяев: её заставляют остричь волосы и надеть голубое платье, а во время обеда усаживают спиной к окну и не позволяют оборачиваться. Пугающие странности в этом поместье продолжаются. Шерлок Холмс интуитивно чувствует, что тут дело нечисто и со своим напарником приезжает на помощь девушке.                                                                                           |                                                         |              |                                  |                  |  |
| |                                                         |              |                                  |                  |  |
| 9 (9x01) | „Переводчик с греческого“ (англ. The Greek Interpreter) | Пол Аннет    | Джон Хоуксворт и Дерек Марлоу    | 1 сентября 1985  |  |
| Шерлок Холмс привозит доктора Ватсона в клуб молчунов „Диоген“, и знакомит его там со своим старшим братом, Майкрофтом Холмсом. Майкрофт представляет брату своего соседа, мистера Миласа, переводчика с греческого языка. Мистер Милас рассказывает о том, что его привезли в неизвестное место, где заставили делать переводы для иностранца с заклеенным ртом. Этого человека, судя по всему, насильно держат в чужом доме и хотят заставить подписать какие-то документы. Самому Миласу угрожают расправой. Холмс вмешивается в это дело и разоблачает преступников, но предотвратить убийство ему не удаётся. |                                                         |              |                                  |                  |  |
| |                                                         |              |                                  |                  |  |
| 10 (10x01) | „Подрядчик из Норвуда“ (англ. The Norwood Builder)      | Пол Аннет    | Джон Хоуксворт и Ричард Харрис   | 8 сентября 1985  |  |
| К Шерлоку Холмсу обращается молодой адвокат Гектор МакФарлейн, который в панике просит сыщика защитить его от несправедливого обвинения в убийстве пожилого подрядчика Джонаса Олдейкра и поджоге его дома. За день до убийства мистер Олдейкр завещал ему большие деньги, и поэтому мотив для преступления становится очевидным. Но мистер МакФарлейн отрицает свою вину. Сразу по окончании рассказа адвоката прямо в доме Шерлока Холмса арестовывает инспектор Лестрейд. |                                                         |              |                                  |                  |  |
| |                                                         |              |                                  |                  |  |
| 11 (11x01) | „Постоянный пациент“ (англ. The Resident Patient)       | Дэвид Карсон | Джон Хоуксворт и Дерек Марлоу    | 15 сентября 1985 |  |
| К Шерлоку Холмсу и доктору Ватсону за помощью молодой врач Перси Травальян. Он говорит, что его беспокоит странное состояние его постоянного пациента мистера Блессингтона, человека, который когда-то вырвал его из страшной нищеты. В последнее время Блессингтон стал панически бояться ограбления, стал пугливым и агрессивным, а потом и вовсе перестал выходить на прогулки. Шерлок Холмс и доктор Ватсон приступают к расследованию, а вскоре мистера Блессингтона обнаруживают повешенным при довольно странных обстоятельствах.                                                                           |                                                         |              |                                  |                  |  |
| |                                                         |              |                                  |                  |  |
| 12 (12x01) | „Союз рыжих“ (англ. Red Headed League)                  | Дэвид Карсон | Джон Хоуксворт                   | 22 сентября 1985 |  |
| К Холмсу обращается мужчина с рыжими волосами и усами по имени Джабез Уилсон. Он рассказывает сыщику про свою работу в странной организации „Союз рыжих“. Его работа заключалась в весьма необычном занятии — он должен был несколько часов подряд переписывать Британскую энциклопедию. Вскоре союз будет распущен при необъяснимых обстоятельствах, и Уилсон просит Холмса разобраться в странной истории. В этом деле Холмс переходит дорогу знаменитому „Наполеону преступного мира“, профессору Мориарти. |                                                         |              |                                  |                  |  |
| |                                                         |              |                                  |                  |  |
| 13 (13x01) | „Последнее дело Холмса“ (англ. The Final Problem)       | Алан Гринт   | Джон Хоуксворт                   | 29 сентября 1985 |  |
| За Шерлоком Холмсом и доктором Ватсоном начинается настоящая охота. Киллеры профессора Мориарти получили приказ от своего шефа убить ненавистного ему детектива. Мориарти напрямую требует от Холмса прекратить свои расследования его преступлений. Чтобы спрятаться от головорезов, Холмс с Ватсоном уезжают в Швейцарию, но и там профессор преследует их. В жестокой схватке у водопада Райхенбах, профессор Мориарти готов погибнуть сам, но при этом убив своего главного противника. |                                                         |              |                                  |                  |  |
| |                                                         |              |                                  |                  |  |

### Второй сезон: Возвращение Шерлока Холмса
| Номер | Название                                                           | Режиссёр      | Сценарий                     | Дата премьеры   |  |
| --- | ------------------------------------------------------------------ | ------------- | ---------------------------- | --------------- |  |
| 14 (1x02) | „Пустой дом“ (англ. The Adventure of the Empty House)              | Говард Бейкер | Джон Хоуксворт               | 9 июля 1986     |  |
| Уже третий год доктор Ватсон оплакивает гибель своего близкого друга Шерлока Холмса. Чтобы как-то отвлечься от горя, он присоединяется к расследованию убийства молодого наследника Рональда Адера. Однако вдруг объявляется Шерлок Холмс — живой и здоровый, который вовсе не погиб в дуэли с Мориарти. И он не только жив и полон сил, но и тоже занимается делом об убийстве Адера. Ведь это убийство совершил Себастьян Моран, один из друзей ныне покойного профессора Мориарти. |                                                                    |               |                              |                 |  |
| |                                                                    |               |                              |                 |  |
| 15 (2x02) | „Эбби-Грейндж“ (англ. The Abbey Grange)                            | Питер Хаммонд | Т. Р. Боуэн                  | 16 июля 1986    |  |
| Шерлок Холмс и доктор Ватсон срочно едут в местность Эбби-Грейндж по просьбе инспектора полиции Стенли Хопкинса. Инспектор приводит их в дом местного богача мистера Юстеса Брэкенстолла. Мистер Брэкенстолл был убит в ходе ограбления — ему проломили голову собственной кочергой. Его супруга при этом была сильно ранена. Инспектор Хопкинс уверен, что это местная банда грабителей, тем более что показания миссис Брэкенстолл это подтверждают. Но Холмс вскоре выясняет, что никаких грабителей в доме не было, а убийство совершил другой человек. |                                                                    |               |                              |                 |  |
| |                                                                    |               |                              |                 |  |
| 16 (3x02) | „Ритуал Месгрейвов“ (англ. The Adventure of the Musgrave Ritual)   | Дэвид Карсон  | Джереми Пол                  | 23 июля 1986    |  |
| Шерлок Холмс, прихватив с собой доктора Ватсона, приезжает в дом к своему старому знакомому, мистеру Реджинальду Месгрейву, с которым они вместе учились в колледже. Доктору Ватсону очень интересно узнать от мистера Месгрейва, какие дела расследовал Холмс ещё до жизни на Бейкер-стрит. Однако и тут Холмсу и Ватсону придётся начать новое расследование. Реджинальд рассказывает приятелю о странных событиях произошедших у него дома. Дворецкий после смерти своей жены словно сошёл с ума, стал вести себя плохо, а потом и вовсе необъяснимо исчез без вести, оставив в доме все свои вещи. А вскоре без вести исчезает и горничная мистера Месгрейва. В чём же дело?                                                                             |                                                                    |               |                              |                 |  |
| |                                                                    |               |                              |                 |  |
| 17 (4x02) | „Второе пятно“ (англ. The Second Stain)                            | Джон Брюс     | Джон Хоуксворт               | 30 июля 1986    |  |
| К Шерлоку Холмсу на Бейкер-стрит за помощью лично приезжают премьер-министр лорд Беллинджер и министр по европейским делам Трелони Хоуп. Дело в том, что из министерства был украден важный документ, письмо от одного иноземного монарха. Оглашение содержания письма может вызвать страшный скандал. Холмс уверен что письмо похитил известный вор и шантажист Эдуард Лукас. Но в тот же день Холмс узнаёт, что интересующий его человек был заколот кинжалом в собственном доме. Холмс понимает, что похищение документа и убийство шантажиста связаны между собой. |                                                                    |               |                              |                 |  |
| |                                                                    |               |                              |                 |  |
| 18 (5x02) | „Человек с рассечённой губой“ (англ. The Man With The Twisted Lip) | Джон Брюс     | Алан Платер                  | 6 августа 1986  |  |
| Доктор Ватсон посреди ночи спешно приезжает в опиумный бар, чтобы вытащить оттуда одного своего пациента Айзу Уитни. Придя туда, он встречает замаскированного Шерлока Холмса. Ватсон отправляет мистера Уитни на кэбе домой, а сам, вместе с Холмсом едет в поместье „Кедры“. Дело в том, что житель этого поместья, мистер Невилл Сент-Клейр, пропал без вести, и его жена попросила Холмса найти мужа. Кроме того, предстоит выяснить, как к этому делу причастен уродливый попрошайка с рассечённой губой. |                                                                    |               |                              |                 |  |
| |                                                                    |               |                              |                 |  |
| 19 (6x02) | „Случай в интернате“ (англ. The Priory School)                     | Джон Мадден   | Т. Р. Боуэн                  | 12 августа 1986 |  |
| На Бейкер-стрит приходит директор частной элитной школы-интерната, который прямо на глазах у Шерлока Холмса и доктора Ватсона падает без сознания. Придя в себя, он рассказывает детективам о своём интернате, откуда три дня назад был похищен единственный сын бывшего министра, знаменитого герцога Холдернесса. Кроме того, исчез и преподаватель немецкого языка вместе со своим велосипедом. Никаких требований о выкупе не поступало. Герцог обещает большое вознаграждение тому, кто найдёт его сына, и дополнительно готов заплатить за поимку похитителей. |                                                                    |               |                              |                 |  |
| |                                                                    |               |                              |                 |  |
| 20 (7x02) | „Шесть Наполеонов“ (англ. The Six Napoleons)                       | Дэвид Карсон  | Джон Кейн                    | 20 августа 1986 |  |
| Инспектор Лестрейд приходит к Шерлоку Холмсу и доктору Ватсону с необычной историей. Неизвестный человек уничтожил находившихся в разных местах три дешёвых гипсовых бюста Наполеона Бонапарта, в одном случае он ради этого даже пошёл на кражу со взломом. Холмса не слишком интересует это дело, но на следующий день он и Ватсон узнают ещё об одном уничтожении бюста, при этом произошло ещё и убийство мужчины, чью личность установить не удалось. В кармане у убитого были найдены яблоко, карта Лондона и фотография. |                                                                    |               |                              |                 |  |
| |                                                                    |               |                              |                 |  |
| 21 (8x02) | „Знак четырёх“ (англ. The Sign of the Four)                        | Питер Хэммонд | Джон Хоуксворт               | 29 декабря 1987 |  |
| К Шерлоку Холмсу и доктору Ватсону обращается юная леди Мэри Морстен. Её отец, капитан Артур Морстен, пропал без вести 10 лет назад при невыясненных обстоятельствах. А спустя 4 года, на свой день рождения, она внезапно получила анонимную посылку — настоящую индийскую жемчужину очень большой стоимости. С тех пор, в течение шести лет, она на каждый свой день рождения получает индийскую жемчужину. Сегодня она получила от своего анонимного отправителя письмо, в котором он ей сообщал, что хочет с ней встретиться у театра „Лицеум“ и разрешает ей взять с собой на встречу двух друзей. Она просит Шерлока Холмса и доктора Ватсона пойти с ней.                                                                                             |                                                                    |               |                              |                 |  |
| |                                                                    |               |                              |                 |  |
| 22 (9x02) | „Нога дьявола“ (англ. The Devil's Foot)                            | Кен Ханнам    | Гарри Хопкинс                | 6 апреля 1988   |  |
| Шерлок Холмс и доктор Ватсон отдыхают на корнуольском побережье у Маунтс-Бей. Однако и тут великому сыщику не удаётся восстановить своё здоровье и пожить спокойно. К нему за помощью обращается некий мистер Мортимер Тридженнис. В семье мистера Тридженниса произошла страшная трагедия — за одну ночь два его брата неожиданно сошли с ума, а сестра умерла от ужаса. Холмс и Ватсон приступают к расследованию. В скором времени мистер Мортимер Тридженнис умирает при схожих обстоятельствах. |                                                                    |               |                              |                 |  |
| |                                                                    |               |                              |                 |  |
| 23 (10x02) | „Серебряная отметина“ (англ. Silver Blaze)                         | Брайан Миллс  | Джон Хоуксворт               | 13 апреля 1988  |  |
| Шерлок Холмс с доктором Ватсоном едут в Дартмур, на местный ипподром, несмотря на нежелание напарника. Дело в том, что на ипподроме произошло страшное происшествие — исчез местный жеребец по прозвищу „Серебряный“, а его тренер Джон Стрэкер был убит. У полиции уже есть подозреваемый в убийстве тренера, некий Фицрой Симпсон, он под арестом, но Холмс в его виновности сильно сомневается. В итоге Шерлок Холмс не только блестяще распутывает дело, но и выигрывает на скачках большие деньги. |                                                                    |               |                              |                 |  |
| |                                                                    |               |                              |                 |  |
| 24 (11x02) | „В Сиреневой сторожке“ (англ. Wisteria Lodge)                      | Питер Хэммонд | Джереми Пол                  | 20 апреля 1988  |  |
| К скучающему Шерлоку Холмсу приходит мистер Скотт Эклс, который просит сыщика разобраться в странной и неприятной ситуации. Он рассказывает Холмсу о своём знакомом испанце Алоисио Гарсиа. Из рассказа мистера Эклса выяснилось, что он накануне был в гостях у мистера Гарсиа и остался у него на ночь, а наутро не обнаружил ни хозяина, ни его слуг. Доктору Ватсону кажется что эта история не заслуживает внимания, но вскоре происходит убийство Алоисио Гарсии. Холмс выясняет, что убийство связано с бывшим диктатором одного латиноамериканского государства. |                                                                    |               |                              |                 |  |
| |                                                                    |               |                              |                 |  |
| 25 (12x02) | „Чертежи Брюса Партингтона“ (англ. The Bruce-Partington Plans)     | Джон Горри    | Джон Хоуксворт               | 27 апреля 1988  |  |
| И вновь Шерлок Холмс тоскует без дела, но скучать ему придётся недолго. Он узнаёт о загадочном происшествии — на паровозных путях находят убитого клерка по имени Кадоген Уэст, а в его карманах обнаруживают чертежи, составляющие важную государственную тайну. При этом скоропостижно умирает и сэр Джеймс Уолтер, главный хранитель чертежей. Майкрофт Холмс просит своего брата Шерлока и доктора Джона Ватсона заняться расследованием этого дела и установить истину, в противном случае может пострадать репутация всей страны. |                                                                    |               |                              |                 |  |
| |                                                                    |               |                              |                 |  |
| 26 (13x02) | „Собака Баскервилей“ (англ. The Hound of the Baskervilles)         | Брайан Миллс  | Т. Р. Боуэн и Джон Хоуксворт | 31 августа 1988 |  |
| Баронет сэр Чарльз Баскервиль умирает при загадочных обстоятельствах рядом со своим родовым поместьем Баскервиль-холл. В роду Баскервилей, издавна живших в Баскервиль-холле, из поколения в поколение передаётся семейная легенда о призрачной собаке, которая преследует всех Баскервилей на Гримпенской трясине по ночам. С тех пор призрак якобы периодически напоминает о себе загадочными смертями представителей рода Баскервиль. Лечащий врач Чарльза Баскервиля, мистер Джеймс Мортимер, считает, что его пациент был убит. Кроме того, он не знает, что теперь делать с сэром Генри Баскервилем, последним потомком рода, который должен приехать из Америки за наследством. Мортимер просит Шерлока Холмса и доктора Ватсона заняться этим делом. |                                                                    |               |                              |                 |  |
| |                                                                    |               |                              |                 |  |

### Третий сезон: Архив Шерлока Холмса
| Номер | Название                                                                             | Режиссёр      | Сценарий       | Дата премьеры   |  |
| --- | ------------------------------------------------------------------------------------ | ------------- | -------------- | --------------- |  |
| 27 (1x03) | „Исчезновение леди Фрэнсис Карфекс“ (англ. The Disappearance of Lady Frances Carfax) | Джон Мадден   | Т. Р. Боуэн    | 21 февраля 1991 |  |
| Доктор Ватсон проводит отпуск в Озёрном крае и шлёт Шерлоку Холмсу письма, в которых с умилением описывает его красоты и странности. В одном из писем он рассказывает о загадочной леди Фрэнсис Карфекс, местные отдыхающие восхищаются её красотой и независимостью от общественного мнения. Однако, леди Карфекс ведёт себя очень странно — и это вызывает подозрения доктора. Холмс приезжает к своего другу в Озёрный край. К тому времени леди Фрэнсис исчезает без вести, и Шерлок Холмс с Ватсоном начинают своё расследование. |                                                                                      |               |                |                 |  |
| |                                                                                      |               |                |                 |  |
| 28 (2x03) | „Загадка моста Тор“ (англ. The Problem of Thor Bridge)                               | Майкл Симпсон | Джереми Пол    | 28 февраля 1991 |  |
| Шерлок Холмс и доктор Ватсон страдают от того, что миссис Хадсон находится в отпуске и им приходится готовить пищу самостоятельно. Новое дело отвлекает их от этой неприятности. К Шерлоку Холмсу обращается некий мистер Бейтс. Он просит доказать невиновность гувернантки Грейс Дамбер, которую обвиняют в убийстве своей хозяйки, жены американского золотопромышленника Нила Гибсона, несколько лет назад поселившегося в Англии. Его супруга была застрелена на мосту, в её руке была записка с подписью мисс Дамбер, а позднее у гувернантки было найдено орудие убийства.                                                                                               |                                                                                      |               |                |                 |  |
| |                                                                                      |               |                |                 |  |
| 29 (3x03) | „Старое поместье в Шоскомбе“ (англ. Shoscombe Old Place)                             | Патрик Лау    | Гэри Хопкинс   | 7 марта 1991    |  |
| Шерлок Холмс и доктор Ватсон принимают у себя мистера Джона Мейсона, главного лошадиного тренера сэра Роберта Норбертона. Мистер Мейсон рассказывает о том, что в поместье Шоскомб происходят странные события. Скоро будет происходить большой конный турнир, и необходимо, чтобы конь мистера Норбертона победил на нём, в противном случае он полностью разорится. Однако всё указывает на то, что мистер Норбертон сошёл с ума. Он жестоко обходится с собственной сестрой и встречается с каким-то неизвестным мужчиной по ночам. А ещё в подвальной отопительной печи недавно была найдена человеческая кость. Разобраться во всех этих странностях Мейсон просит Холмса. |                                                                                      |               |                |                 |  |
| |                                                                                      |               |                |                 |  |
| 30 (4x03) | „Тайна Боскомской долины“ (англ. The Boscombe Valley Mystery)                        | Джун Хоусон   | Джон Хоуксворт | 14 марта 1991   |  |
| Шерлок Холмс и доктор Ватсон занимаются делом о жестоком убийстве, произошедшем в Боскомской долине. Пожилой богач мистер Чарльз Маккарти, австралиец по национальности, был забит камнем насмерть. Перед смертью он говорил что-то непонятное про крысу. Полиция подозревает в убийстве Чарльза Маккарти его сына Джеймса, но молодой человек отрицает свою вину. И Шерлок Холмс тоже уверен в его невиновности. Истинные же мотивы преступления уводят Холмса в прошлое убитого, в годы золотой лихорадки в Виктории. |                                                                                      |               |                |                 |  |
| |                                                                                      |               |                |                 |  |
| 31 (5x03) | „Скрытный клиент“ (англ. The Illustrious Client)                                     | Тим Салливан  | Робин Чепмен   | 21 марта 1991   |  |
| Человек который не назвал своего имени, просит Шерлока Холмса расстроить свадьбу мисс Виолетты де Мервиль и австрийского барона Адальберта Грюнера. Всей Европе известно, что барон является мошенником и серийным убийцей. Но влюблённая по уши девушка не верит в это. Как правило, Холмс не берётся за дела клиентов, которые не называют своих имён и мотивов, но в этот раз он решает сделать исключение. Холмс встречается с Грюнером и пытается уговорить его отказаться от женитьбы, но барон в ответ лишь угрожает сыщику. |                                                                                      |               |                |                 |  |
| |                                                                                      |               |                |                 |  |
| 32 (6x03) | „Человек на четвереньках“ (англ. The Creeping Man)                                   | Тим Салливан  | Робин Чепмен   | 28 марта 1991   |  |
| Дочь знаменитого профессора Пресберри утверждает, что ночью кто-то заглядывал в её окно, когда она спала. К Шерлоку Холмсу и доктору Ватсону обращается жених девушки, мистер Джек Беннет, с просьбой разобраться в, казалось бы, пустяковом деле. Однако профессору Пресберри это решительно не нравится, и он жалуется на Холмса инспектору Лестрейду. Холмс выясняет, что недавняя серия похищений обезьян из разных зоопарков связана с его нынешним расследованием. |                                                                                      |               |                |                 |  |
| |                                                                                      |               |                |                 |  |
| 33 (7x03) | „Великий шантажист“ (англ. The Master Blackmailer)                                   | Тим Хаммонд   | Джереми Пол    | 2 января 1992   |  |
| Леди Ева Блэкуэлл в юности имела неосторожность писать любовные письма одному молодому человеку. Однако потом она решила выйти замуж за графа очень строгого нрава. Известный своей подлостью шантажист Чарльз Огастес Милвертон, раздобыл её письма, но предложил ей не срывать свадьбу и выкупить письма. На счету „великого шантажиста“ уже много жертв. Шерлок Холмс и доктор Ватсон решили помочь леди Еве. Понимая, что законным путём отнять письма не удастся, они решили выкрасть их у шантажиста. Когда же они ночью пробрались в дом к Милвертону, то по невероятному стечению обстоятельств становятся свидетелями его убийства.                                    |                                                                                      |               |                |                 |  |
| |                                                                                      |               |                |                 |  |
| 34 (8x03) | „Последний вампир“ (англ. The Last Vampyre)                                          | Тим Салливан  | Джереми Пол    | 27 января 1993  |  |
| Шерлок Холмс и доктор Ватсон вынуждены отправиться в Суссекс, так как в графстве происходят необыкновенные события. Местный житель, недавно женившийся на перуанке, утверждает, что стал свидетелем вампиризма: по его словам, несколько раз он видел, что жена пьёт кровь их грудного сына. Вскоре младенец умер при странных обстоятельствах. Кроме того, незадолго до этого странно умер местный кузнец. Местный викарий просит сыщика разобраться в череде странных событий. |                                                                                      |               |                |                 |  |
| |                                                                                      |               |                |                 |  |
| 35 (9x03) | „Видный холостяк“ (англ. The Eligible Bachelor)                                      | Питер Хаммонд | Т. Р. Боуэн    | 3 февраля 1993  |  |
| Шерлок Холмс дошёл до нервного истощения из-за непрекращающихся ночных кошмаров. К доктору Ватсону обращается лорд Роберт Сент-Саймон, у которого без вести пропала невеста, мисс Хэтти Доран. Она присутствовала на свадьбе, но ушла во время банкета. По мнению лорда, в день свадьбы, мисс Хэтти Доран, родом из Сан-Франциско, была полна энтузиазма по поводу их будущего супружества. Однако, сразу же после начала церемонии настроение невесты лорда резко ухудшилось, а потом она исчезла. В скором времени Холмс получит странную записку от неизвестной леди, и это тоже как-то связано с пропавшей мисс Доран.                                                      |                                                                                      |               |                |                 |  |
| |                                                                                      |               |                |                 |  |

### Четвёртый сезон: Мемуары Шерлока Холмса
| Номер | Название                                              | Режиссёр      | Сценарий     | Дата премьеры       |  |
| --- | ----------------------------------------------------- | ------------- | ------------ | ------------------- |  |
| 36 (1x04) | «Вилла „Три фронтона“» (англ. The Three Gables)       | Питер Хаммонд | Джереми Пол  | 7 марта 1994 года   |  |
| Пожилая миссис Мэри Мейберли просит Шерлока Холмса разобраться со странными событиями в её жизни. Её внук месяц назад умер при странных обстоятельствах. А три дня назад неизвестный агент по недвижимости предлагает купить её дом, со всеми вещами, находящимися в нём, в том числе и одежду. Когда миссис Мейберли рассказывает Холмсу свою историю, он замечает, как горничная Сьюзен подслушивает их разговор. Шерлок Холмс решает начать расследование, но ему необходимо быть очень осторожным — незадолго до начала дела на Бейкер-стрит нагрянул член местной банды, который устроил погром и хотел избить сыщика. |                                                       |               |              |                     |  |
| |                                                       |               |              |                     |  |
| 37 (2x04) | «Шерлок Холмс при смерти» (англ. The Dying Detective) | Сара Хэллингс | Т. Р. Боуэн  | 14 марта 1994 года  |  |
| Шерлок Холмс расследует убийство банкира Виктора Сэвиджа. Холмс считает, что это убийство совершил двоюродный брат Виктора, мистер Каулмертон Смит. Мотивом стало имущество Сэвиджа, которое после его смерти переходит во владение Смита. Он выгоняет семью Сэвиджа на улицу, после чего Холмс публично обещает Смиту покарать его. Вскоре Холмс заболевает смертельной формой лихорадки. Единственный специалист по этой болезни — Каулмертон Смит, и доктору Ватсону приходится пригласить его на Бейкер-стрит к умирающему Холмсу.                                                                                      |                                                       |               |              |                     |  |
| |                                                       |               |              |                     |  |
| 38 (3x04) | «Золотое пенсне» (англ. The Golden Pince-Nez)         | Питер Хаммонд | Гэри Хопкинс | 21 марта 1994 года  |  |
| И вновь к Шерлоку Холмсу обращается полицейский инспектор Стэнли Хопкинс. Он просит знаменитого сыщика помочь ему в расследовании убийства Уиллоуби Смита, молодого секретаря пожилого профессора Корэма. Официально расследование заходит в тупик, потому что ни у кого не было мотива убивать мирного и вежливого парня. Однако есть основания предполагать, что это убийство совершила женщина. Доктор Ватсон не может участвовать в этом расследовании из-за чрезмерной занятости, и ассистировать Холмсу в этом деле будет его брат Майкрофт.                                                                          |                                                       |               |              |                     |  |
| |                                                       |               |              |                     |  |
| 39 (4x04) | «Красный круг» (англ. The Red Circle)                 | Сара Хэллингс | Джереми Пол  | 28 марта 1994 года  |  |
| К Шерлоку Холмсу и доктору Ватсону обращается пожилая леди, миссис Уоррен. Она рассказывает о своём квартиранте, который живёт у неё уже десять дней, и всё это время не выходит из своей комнаты. Его странное поведение довело миссис Уоррен и её мужа до нервного срыва. Сыщик берётся за расследование этого, казалось бы, пустякового случая, но вскоре по вине доктора Ватсона происходит убийство свидетеля по этому делу. В результате Холмс выходит на след итало-американской банды убийц «Красный круг». |                                                       |               |              |                     |  |
| |                                                       |               |              |                     |  |
| 40 (5x04) | «Камень Мазарини» (англ. The Mazarin Stone)           | Питер Хаммонд | Гэри Хопкинс | 4 апреля 1994 года  |  |
| Измученный синдромом навязчивых состояний Шерлок Холмс вынужден уехать на несколько недель в Шотландию для восстановления здоровья. В это время в Лондоне происходит серьёзное преступление — похищен жёлтый бриллиант «камень Мазарини», который необходимо в кратчайшие сроки найти, иначе случится грандиозный дипломатический скандал. Премьер-министр настаивает на привлечении к поискам камня Шерлока Холмса, но его нет в городе, и тогда Майкрофт берёт это расследование на себя. |                                                       |               |              |                     |  |
| |                                                       |               |              |                     |  |
| 41 (6x04) | «Картонная коробка» (англ. The Cardboard Box)         | Сара Хэллингс | Т. Р. Боуэн  | 11 апреля 1994 года |  |
| Канун Рождества. К Шерлоку Холмсу обращается мисс Сьюзан Кушинг. Её младшая сестра Мэри недавно исчезла без вести. А вскоре она по почте получает коробку, в которой лежала пара отрезанных человеческих ушей. Доктор Ватсон устанавливает, что уши принадлежат разнополым людям. По мнению полиции, это чей-то глупый розыгрыш, но Холмс понимает, что речь идёт о жестоком убийстве двух человек. Окончательно разочаровавшийся в смысле бытия, Шерлок Холмс в последний раз занимается расследованием преступления. |                                                       |               |              |                     |  |
| |                                                       |               |              |                     |  |